# Bokskogslöpare
Bokskogslöpare (Carabus intricatus) är Skånes landskapsinsekt och en av de största i Sverige levande jordlöparna. 

## Beskrivning
Bokskogslöparen är långsträckt med långa, slanka ben. Kroppsfärgen är svart, men starkt blåaktigt metallglänsande. Täckvingarna har rader med en grovkornig skulptur. Arten blir 25 till 38 millimeter lång.

## Utbredning
Arten förekommer i norra Sydeuropa, Centraleuropa och södra Nordeuropa, söderut från Italien och Frankrike till Danmark och södra Sverige, västerut från Nederländerna och Frankrike över Polen och Tjeckien till Serbien och Grekland.
I Medelhavsområdet har arten flera underarter.
I Norden är den endast känd från två lokaler på Linderödsåsen i Skåne (Forsakar och Stenshuvud), ett fåtal fynd i östra Södermanland, från ett begränsat område på Jylland samt på Bornholm. Redan Linné räknade arten som svensk, något som emellertid ansågs osannolikt innan fynden på Forsakar och Stenshuvud gjordes 1942 respektive 1947.

## Ekologi
Både den fullvuxna skalbaggen och larven är rovdjur. Den lever främst på andra insekter, men tar också sniglar (framför allt trädsnigel (Limax marginatus) och gråsvart kölsnigel (Limax cinereoniger) ). Den klättrar gärna i träden på natten i jakt på sitt byte. Som många jordlöpare saknar den fungerande flygvingar och flygförmåga. Den föredrar ett varmt klimat, och går knappast längre norrut än södra Skandinavien. Där förekommer den främst i, som namnet antyder, fuktig bokskog och annan lövskog.
I Mellaneuropa kan den även vistas i mera öppna biotoper, som gles skog, skogsbryn och planteringar likt parker, trädgårdar och vinodlingar. Även här tycks den föredra fuktiga biotoper.

### Fortplantning
De vuxna skalbaggarna parar sig och lägger ägg på våren. Larverna utvecklas under sommaren och lämnar pupporna till hösten. De övervintrar under mossig bark. Arten är långlivad för att vara en skalbagge, och lever normalt i två till tre år.

## Status
Globalt klassificerar IUCN den som nära hotad ("NT"). 
Den betraktas som sårbar ("VU") i Sverige. Främsta skälet är att dess mycket begränsade utbredning på ett fåtal lokaler gör den mycket känslig för förändringar i levnadsförhållandena. Att arten inte kan flyga och därför har svårare att hitta nya lokaler försvårar situationen. Igenväxning är ett tredje, tänkbart hot.. Arten skyddades tidigt: 1942 fridlystes den i dåvarande Kristianstads län, 1999 i hela Sverige.
I Storbritannien, där den troddes vara utdöd tills den återfanns 1994, är den klassificerad som "EN" (starkt hotad).